# Al Lettieri
Al Lettieri, voluit Alfred Lettieri (New York, 24 februari 1928 - aldaar, 18 oktober 1975) was een Amerikaans acteur.

## Biografie
Lettieri begon zijn acteercarrière in 1958 in de tv-reeks Perry Mason. In de jaren 60 speelden hij met de grootste acteurs van zijn tijd. In 1967 speelde hij naast Peter Sellers in The Bobo. In 1968 naast Marlon Brando in The Night of the Following Day. Zijn grootste bekendheid verwierf hij met zijn rol van Virgil Sollozzo in The Godfather in 1972. In datzelfde jaar speelde hij ook in Pulp naast Michael Caine en Mickey Rooney en in The Getaway naast Steve McQueen. In 1974 had hij een rol in McQ naast John Wayne. 
Kort hierna, in 1975, overleed hij aan een hartaanval. Lettieri werd 47 jaar oud. 
- Bibsys: 4105163
- Biblioteca Nacional de España: XX1596207
- Bibliothèque nationale de France: cb138965897 (data)
- International Standard Name Identifier: 0000 0000 5935 4832
- Library of Congress Control Number: no97061763
- Nationale Bibliotheek van Israël: 987009349386805171
- Virtual International Authority File: 24787737
- WorldCat: E39PBJkMD9qhWrWpFtxrfkJ7HC